# Rabenau (Sassonia)
Rabenau è una città di 4 448 abitanti della Sassonia, in Germania.
Appartiene al circondario della Svizzera Sassone-Monti Metalliferi Orientali (targa PIR).